# تابستان (فیلم ۲۰۰۸)
تابستان (انگلیسی: Summer) یک فیلم است که در سال ۲۰۰۸ منتشر شد. از بازیگران آن می‌توان به رابرت کارلایل اشاره کرد.